# Солончаки

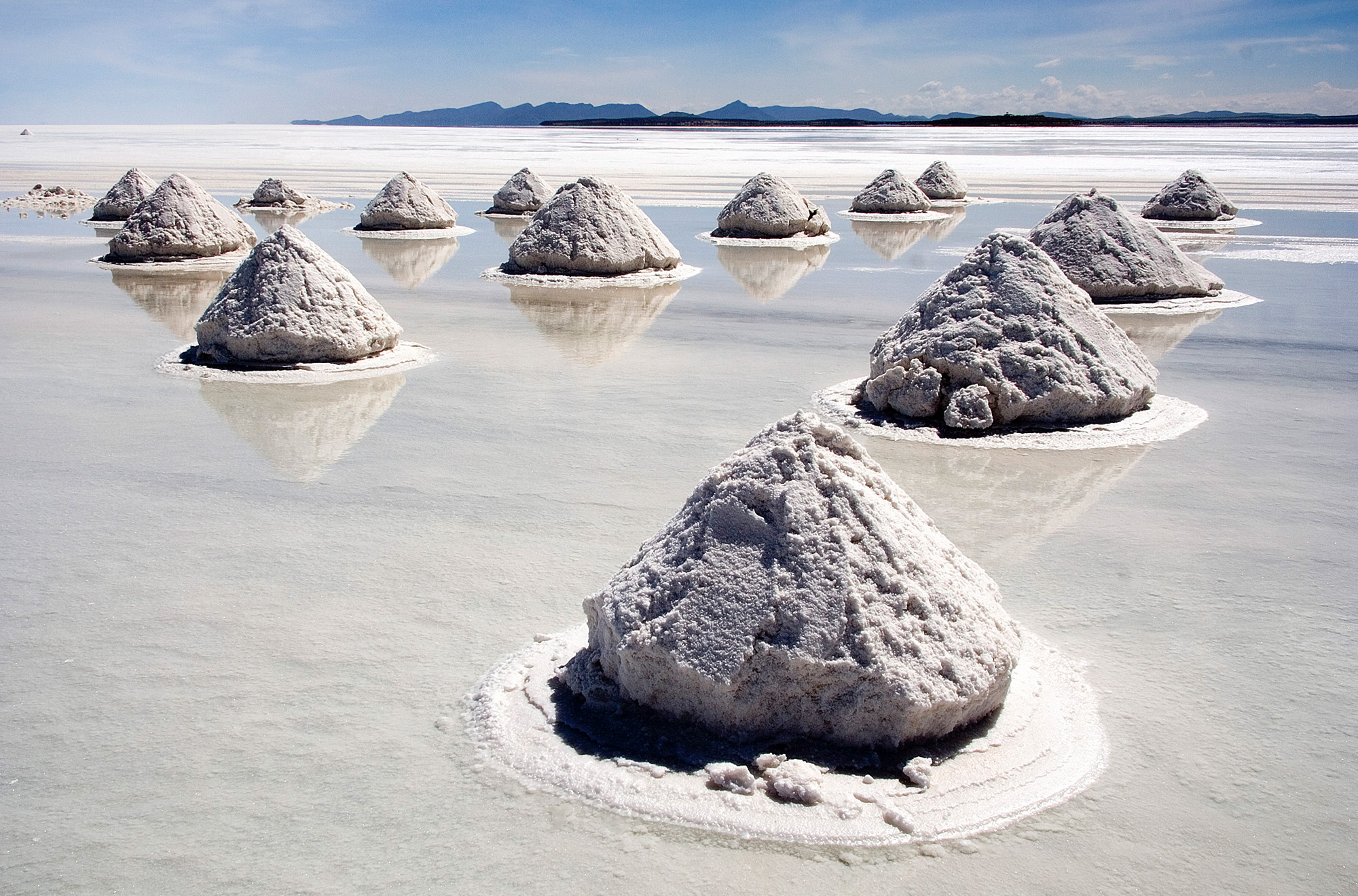
Соляные насыпи на солончаке Уюни, Боливия

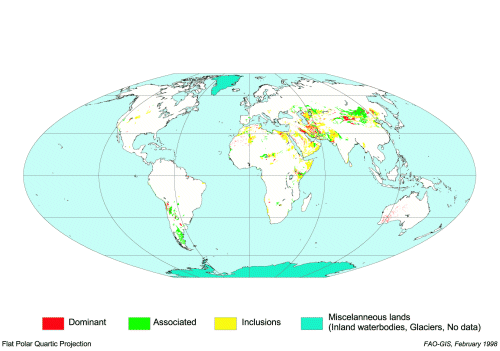
Распространение солончаков на планете, данные ФАО

Солонча́к — тип почвы, характеризующийся наличием в верхних горизонтах легкорастворимых солей в количествах, препятствующих развитию большинства растений, за исключением галофитов (солерос, солянка, сведа, петросимония, аджерек, кермек и др.), которые также не образуют сомкнутого растительного покрова. Формируются в аридных или полуаридных условиях при выпотном водном режиме, характерны для почвенного покрова степей, полупустынь и пустынь. Распространены в Центральной Африке, Азии, Австралии, Северной Америке, России (Прикаспийская низменность), Украине (Херсонской области), Казахстане и Средней Азии.
Профиль почв имеет следующее морфологическое строение:
А — гумусовый горизонт, выраженность гумусонакопления сильно варьируется от почти неразличимого до заметного, бурой, светло-бурой или серой окраски; иногда с поверхности выделяются остатки дернины в виде серого прерывистого горизонта, густо переплетённого корнями; с поверхности горизонта залегает слой обильного скопления солей в виде солевой корочки или пухлого слоя ярко-белого, белёсого или белёсо-серого цвета;
B(Bg) — под гумусовым горизонтом или под верхним солевым горизонтом выделяются однородный слой или серия слоев, иногда переходный горизонт В;
G — глеевый горизонт разной степени выраженности.
В почвенном профиле выделяются соли в виде мелкокристаллических скоплений — прожилок, крапинок, гнездышек как ярко белого, так и бурого цвета, блестящих. На разной глубине почвенного профиля наблюдаются сизые и ржаво-охристые пятна оглеения; иногда они обнаруживаются по всему профилю, но могут и отсутствовать. В нижней части почвенного профиля нередко отмечается омергелеванность.

## Свойства
Профиль солончаков обычно слабодифференцированный. С поверхности залегает солончаковый (солевой) горизонт, содержащий от 1 до 15 % легкорастворимых солей (по данным водной вытяжки). При высыхании на поверхности почвы появляются солевые выцветы и корки. Вторичные солончаки, образующиеся при подъёме минерализованных грунтовых вод в результате искусственного изменения водного режима (чаще всего из-за неправильного орошения), могут иметь любой профиль, на который накладывается солончаковый горизонт.
Реакция почвенного раствора нейтральная или слабощелочная, почвенный поглощающий комплекс насыщен основаниями. Содержание гумуса в верхнем горизонте от нуля (сульфидные или соровые солончаки) до 4 и даже 10—12 % (тёмные солончаки), чаще всего 1—2 %. Часто встречается оглеение как в нижних горизонтах, так и по всему профилю.
В зависимости от химизма засоления солончаковый горизонт приобретает определённые свойства. При большом количестве гигроскопических солей (CaCl2, MgCl2) почва всегда влажная на ощупь, имеет тёмную окраску. В этом случае говорят о мокром солончаке. Пухлый солончак разрыхляется благодаря накоплению глауберовой соли (мирабилита, Na2SO4·10H2O), увеличивающейся в объёме при кристаллизации. При содовом засолении натрий увеличивает подвижность органического вещества почвы, которое накапливается на поверхности в виде чёрных плёнок, формируя чёрный солончак. Такыровидный солончак имеет на поверхности частично отмытую от солей корку, разбитую трещинами, корковый — солевую корку. В классификации морфология солончакового горизонта учитывается на разных уровнях — от вида (мокрый, пухлый) до подтипа (такыровидный).

## Классификация

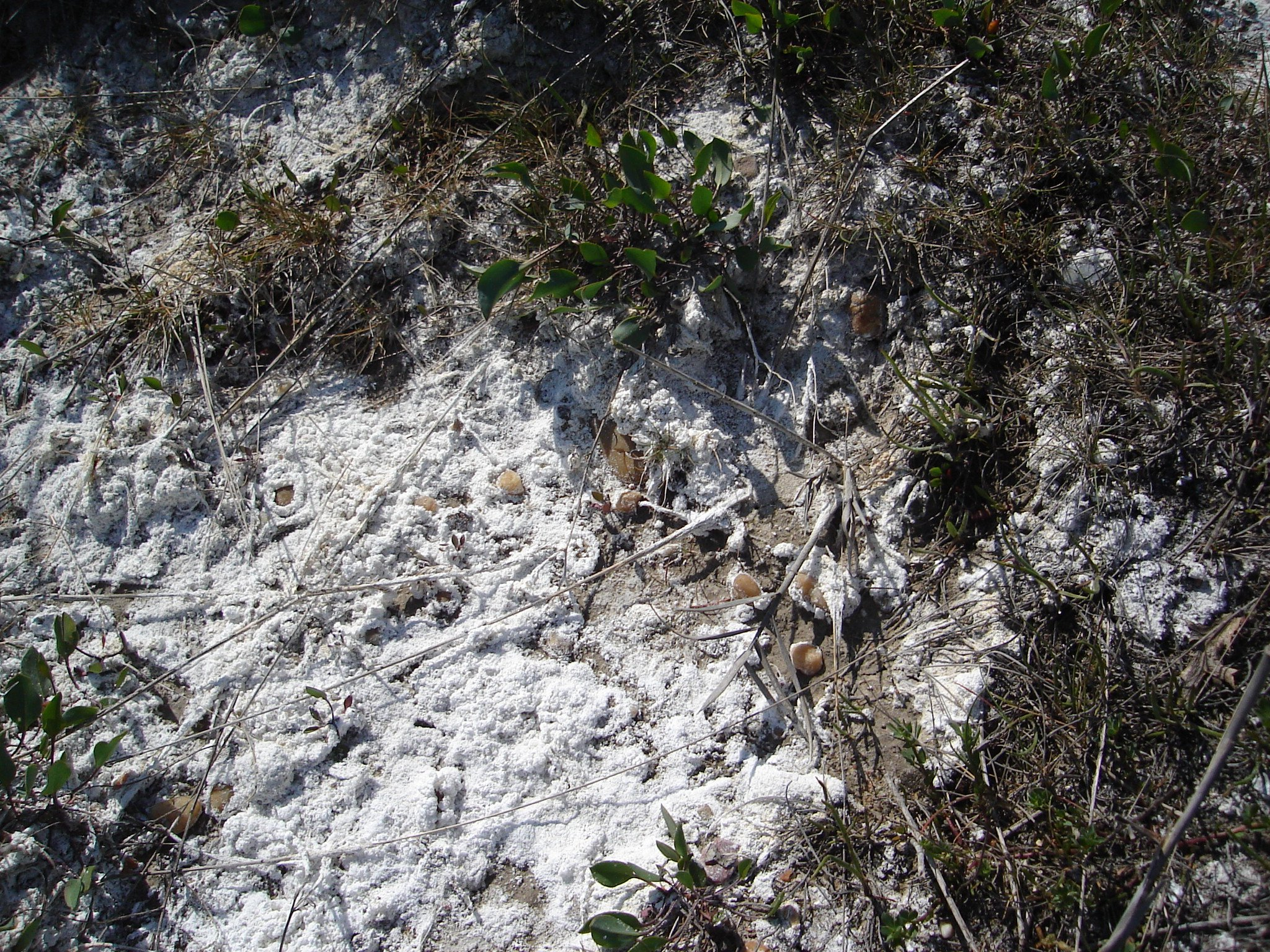
Солевая корка на поверхности солончака (Австрия)

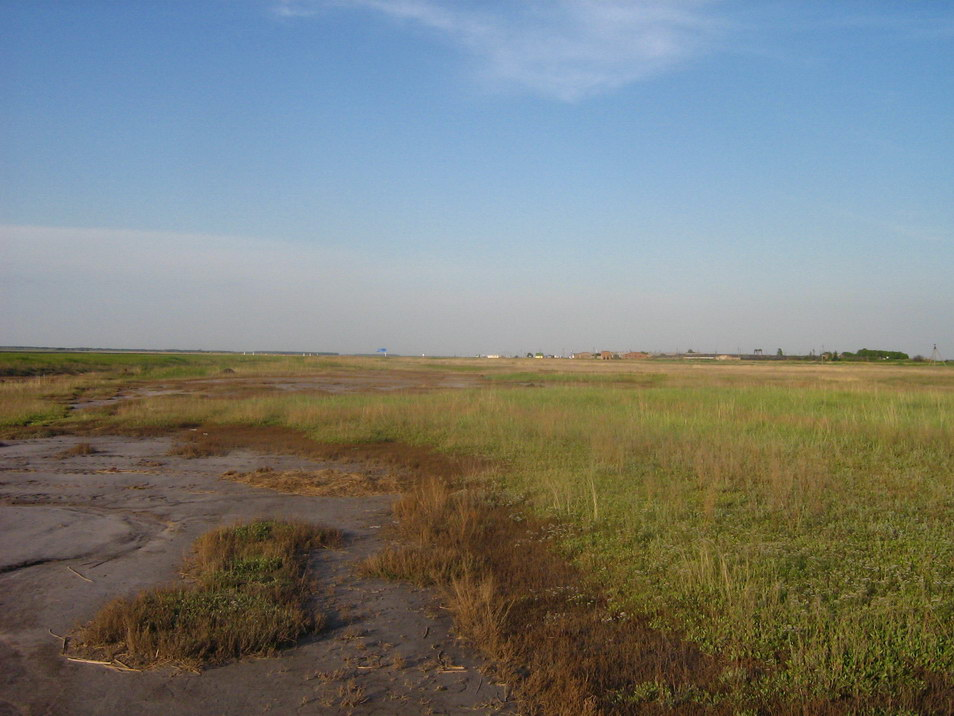
Солончаковый луг в Омской области

Согласно классификации почв СССР 1977 года выделялось два типа солончаков: автоморфные и гидроморфные. К автоморфным относились солончаки, приуроченные к выходам засолённых пород или имеющим палеогидроморфное происхождение (чаще всего такая ситуация складывается на речных террасах). В настоящее время грунтовые воды не должны оказывать влияния на профиль автоморфных солончаков. Глубина их залегания — более 10 м.
Гидроморфные солончаки напротив, развиваются при высоком (3—1 м) стоянии грунтовых вод. Выделяемые подтипы:
- Типичные — свойства солончаков выражены наиболее полно.
- Луговые — образуются при засолении луговых почв и сохраняют ряд их признаков, таких как высокое содержание гумуса, наличие оглеения. Грунтовые воды залегают на глубине 1—2 м, их степень, а иногда и химизм засоления, подвержены сезонной изменчивости. Почвы могут периодически подвергаться рассолению, тогда в них происходит аккумуляция гумуса, после чего засоляются снова.
- Болотные — образуются при засолении болотных почв, характерно частичное сохранение болотной растительности, оглеение по всему профилю, возможно наличие торфяных горизонтов.
- Соровые — образуются на дне котловин периодически высыхающих солёных озёр. Оглеение по всему профилю, отмечается запах сероводорода. Поверхность лишена растительности, покрыта коркой соли. При толщине корки более 10 см такие солончаки относят к непочвенным образованиям.
- Грязево-вулканические — образуются при излиянии на поверхность засолённых грязей или минерализованных вод.
- Бугристые (чоколаки) — бугры высотой до 2 м сильнозасолённого материала эолового происхождения, скрывающие кусты тамарикса или чёрного саксаула.

В классификации почв России 2004 года выделяются следующие типы солончаков:
- Собственно солончаки — соответствующие автоморфным и гидроморфным типичным солончакам старой классификации.
- Солончаки глеевые — соответствуют низкогумусовым луговым и болотным подтипам гидроморфных солончаков.
- Солончаки сульфидные (соровые) — соответствуют одноимённому подтипу старой классификации.
- Солончаки тёмные — характеризуются высоким содержанием гумуса (до 12 %), ниже по профилю — сизые и ржавые пятна, свидетельствующие о периодическом переувлажнении. Соответствуют подтипу луговых солончаков.
- Солончаки торфяные — характеризуются наличием засолённого торфяного или перегнойно-торфяного горизонта, под которым залегает засолённый глеевый. Соответствуют подтипу болотных солончаков.

Также выделяется группа типов вторичных солончаков, их называют по типам почв, из которых они образованы: солончак по чернозёму, солончак-солонец и др.

## Мелиорация
При мелиорации солончаков необходимо решить две проблемы: поддержание грунтовых вод на уровне, не допускающем вторичного засоления, и удаление уже накопившихся в почве солей. Первая решается с помощью создания дренажной системы, вторая — с помощью различных приёмов, целесообразность применения каждого из которых зависит от свойств солончака.
При слабом и неглубоком засолении, ограниченным приповерхностным слоем почвы, допускается запашка солей, равномерно распределяющая их по пахотному горизонту. При этом необходимо, чтобы полученные концентрации солей были ниже препятствующих росту культурных растений. При наличии поверхностной солевой корки её необходимо механически удалить в первую очередь. На почвах тяжёлого гранулометрического состава проводятся поверхностные промывки — многократное затопление участка, растворение солей в промывных водах и их сброс. На слабозасолённых автоморфных почвах возможно вмывание солей в нижние горизонты, однако исключить возможность вторичного засоления можно только при сквозной промывке — вымывание солей из всей почвенной толщи в грунтовый поток и его удаление с помощью дренажа.
После мелиоративных работ на солончаке могут выращиваться некоторые культурные растения, возделываемые в данном регионе.

## Географическое распространение
Широко представлены на территории аридного и субаридного климата. Имеют интразональное распространение. Представлены в юго-западной части Алтайского края, Казахстане, Омской области и др.